# The World
The World és un diari quinzenal de Coos Bay, Oregon, Estats Units. Des de la seva oficina a Anderson Avenue al centre de Coos Bay, The World dona servei a la costa sud d'Oregon, incloses les ciutats de Coos Bay, North Bend, Reedsport, Bandon, Lakeside, Coquille i Myrtle Point.

## Història
The World es va publicar per primera vegada el 1878 com a The Coast Mail. Durant la primera meitat del segle XX es van produir molts canvis de nom i fusions. Finalment, el propietari/editor Sheldon F. Sackett va canviar el nom del diari a The World als anys 60. Sackett era propietari de diversos mitjans de comunicació, inclòs KISN, una emissora de ràdio a Portland. Els seus hereus van vendre The World a Scripps League Newspapers el 1973. Scripps League Newspapers va ser adquirida per Pulitzer Newspapers Inc. el 1996; Lee Enterprises va adquirir Pulitzer el 2005.
Southwestern Oregon Publishing Company va comprar Bandon Western World el 2003 i el Reedsport Umpqua Post el 2004. Tots dos setmanaris s'imprimeixen a The World a Coos Bay.
El 2015, The World va publicar un nou diari setmanal, el Coquille Valley Courant, que dona servei a la zona de la vall de Coquille, incloent Coquille, Myrtle Point, Powers i les ciutats dels voltants El Courant va finalitzar la publicació el 29 de desembre de 2015.
El gener de 2020, Lee va vendre el paper a Country Media, Inc. El 30 de juliol de 2020, The World va anunciar que reduiria el nombre d'edicions impreses de cinc dies a la setmana a dos dies. El juliol de 2020, Bandon Western World en va finalitzar la publicació. The World es va traslladar de comercial a Anderson l'octubre de 2021.

## Premis
The World va guanyar 15 premis al concurs de millors diaris de l'Associació d'Editors de diaris d'Oregon el 2014, inclòs el primer lloc a tot l'estat a la millor cobertura en línia de notícies d'última hora, superant tant a The Oregonian com al Mail Tribune (Medford).
Altres premis a la categoria de circulació del món van incloure el segon lloc a la millor editorial, el primer lloc a la millor cobertura educativa, el primer lloc a la informació empresarial, el primer lloc a la millor cobertura d'estil de vida, el tercer lloc a la millor història esportiva, el segon lloc a la millor escriptura, el segon lloc a Disseny de la primera pàgina, primer i segon lloc al millor assaig fotogràfic, segon lloc a la millor foto esportiva, primer lloc al millor element multimèdia, primer lloc al millor lloc web global i segon lloc al millor disseny web.